# Chiamalo amore
Chiamalo amore (사랑이라 말해요?, Sarang-ira malhae-yoLR) è una serie televisiva sudcoreana distribuita su Disney+ dal 22 febbraio al 12 aprile 2023.

## Trama
La vita di Woo-joo cambia drasticamente quando scopre che suo padre è stato infedele e, dopo la morte dell'uomo, viene cacciata di casa dall'amante. Woo-joo medita quindi vendetta, ma si innamora di Dong-jin, il figlio dell'amante di suo padre.

## Personaggi e interpreti
- Shim Woo-joo, interpretata da Lee Sung-kyung
- Han Dong-jin, interpretato da Kim Young-kwang
- Yoon Jun, interpretato da Sung Joon
- Kang Min-yeong, interpretata da Ahn Hee-yeon
- Shim Hye-seong, interpretata da Kim Ye-won